# 刺冠海龙
刺冠海龙（学名：Corythoichthys crenulatus）为海龙科冠海龙属的鱼类。分布于印度尼西亚以及东海等海域。

## 扩展阅读
維基物種上的相關：刺冠海龙